# Tonkinosoma flexipes
Tonkinosoma flexipes är en mångfotingart som beskrevs av Jeekel 1953. Tonkinosoma flexipes ingår i släktet Tonkinosoma och familjen orangeridubbelfotingar. Inga underarter finns listade i Catalogue of Life.